# QX Gaygalan 2012
QX Gaygalan 2012 var den 14:e QX Gaygalan och hölls på Cirkus i Stockholm den 6 februari 2012 med Magnus Skogsberg som konferencier. QX Gaygalan TV-sändes den 10 februari i TV4.
 Priset "Årets Homo" delades ut av Lena Endre och gick till fotbollsspelareb Anton Hysén.

## Vinnare
| Årets homo/bi/trans | Årets hetero |
| --- | --- |
| - Anton Hysén - Johanna Nordin - Lini Barresjö - Vanessa Lopez - Bloggaren Andreas                                                                         | - David Lazar - Christina Guggenberger - Glenn Hysén                                                                                      |
| Årets hederspris | |
| Expo för att de verkar genom att upplysa om rasism och främlingsfientlighet.                                                                               | |
| Årets keep up the good work | Årets bok: |
| - Ulrika Westerlund (RFSL) - KAK - Tolga Demir | - Allt eller inget - Rickard Engfors - Cirkeln - Mats Strandberg & Sara Bergmark Elfgren - Route 66 går till Trollhättan - Bodil Sjöström |
| Årets drag | Årets gayställe |
| - Diamond Dogs - Fashion Pack - Gretchen - Cabaret Moulin - Dark Ladies                                                                                    | - Bee Bar, Göteborg - Göken, Stockholm - Mälarpaviljongen, Stockholm - Roxy, Stockholm - Torget, Stockholm                                |
| Årets svenska låt | Årets utländska låt |
| - My Heart is Refusing Me – Loreen - Ängeln i rummet – Laleh - Something in your Eyes – Jenny Silver - Jag kommer - Veronica Maggio - Popular - Eric Saade | - Born this way - Lady Gaga - Moves like Jagger - Maroon 5 - Someone like You - Adele                                                     |
| Årets artist | Årets tv-stjärna |
| - Laleh - Veronica Maggio - Tove Styrke | - Roy Fares - Alexander Bard - Johanna Nordin                                                                                             |
| Årets film | Årets tv-program |
| - Kyss mig - Black Swan - Bridesmaids | - Så mycket bättre - Idol 2011 - Downton Abbey                                                                                            |
| Årets scen | Årets duo |
| - Angels in America, Stockholms Stadsteater - Lena Philipsson - Min drömshow - Romeo & Julia                                                               | - Judit & Judit, Comhem - Liv Mjönes & Ruth Vega Fernandez - Straight Up                                                                  |
| Årets klubb | Årets festfixare |
| - Paradise Sthlm, Stockholm - Clean, Stockholm - Bee Bar, Göteborg - Wonk, Malmö - Gretas, Göteborg                                                        | - Katja & Gunn - Navid Kabiri - Henkan & Fia                                                                                              |